# 拉斐特山
拉斐特山是美国新罕布什尔州怀特山脉中位于弗朗科尼亚山脉北端的一座海拔1600米的山峰。它位于格拉夫顿县弗朗科尼亚镇。

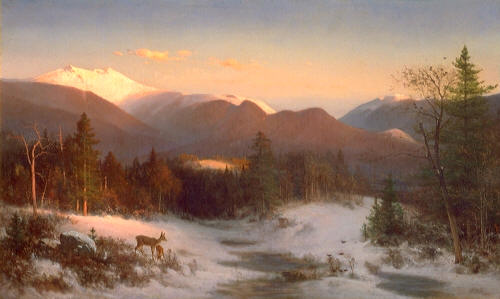
冬季的拉斐特山，托马斯·希尔 (画家)于1870年作